# Böhmischer Prater

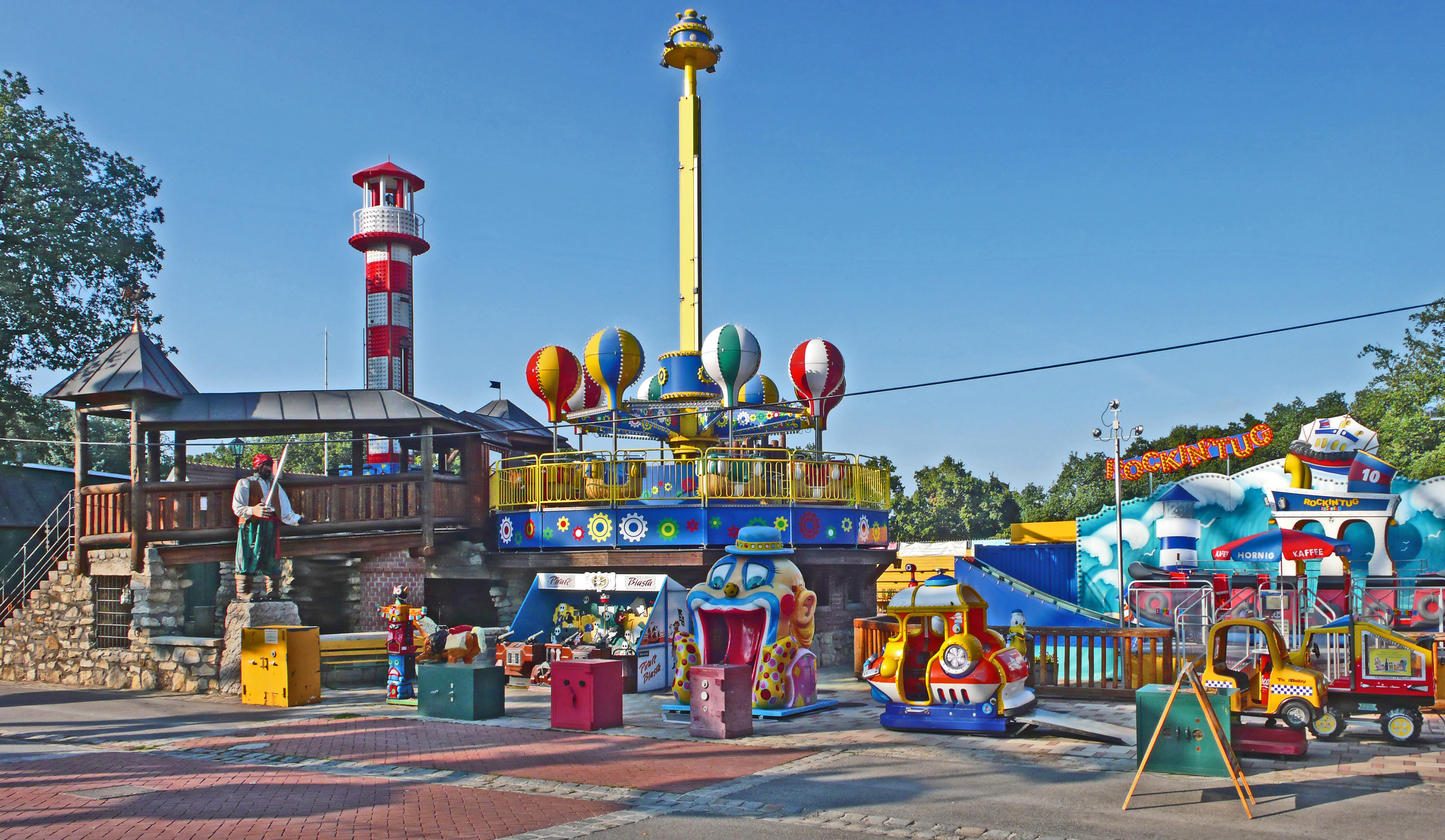
Böhmischer Prater

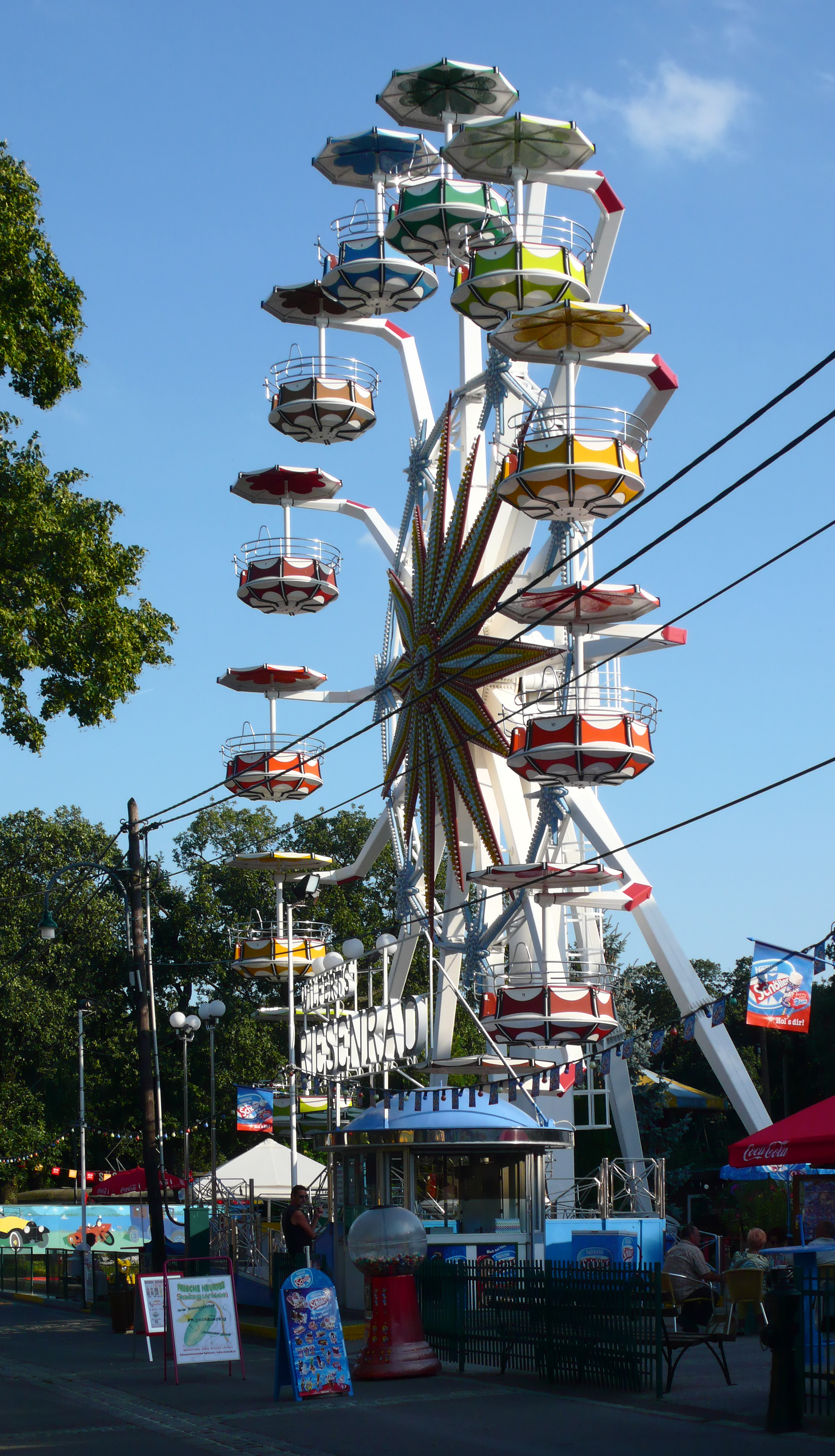
Ruské kolo

Böhmischer Prater (doslova Český Prátr) je malý zábavní park na okraji Vídně, sousedící s rekreační oblastí Laaer Berg.
Nacházejí se v něm pohostinská zařízení a kolotoče (přibližně v poměru 1:1) podél pěší zóny. Název je odvozen od známého a podstatně většího Prátru. Böhmischer Prater se nachází na okraji lesa Laaer ve vídeňské městské části Favoriten.

## Historie
Zábavní park vznikl ve druhé polovině 19. století. Tehdy se ze závodní restaurace pro stavební dělníky stal výletní hostinec. Postupně vznikala další pohostinská zařízení, jejichž majitelé, stejně jako stavební dělníci, byli převážně Češi. Rostoucí počet restaurací začal přitahovat i další atrakce a návštěvníky, zejména z méně majetných vrstev (tehdy byl vídeňský Prater stále luxusním místem pro vyšší vrstvy).
Park byl 11. prosince 1944 při bombardování Vídně prakticky zničen. Jeho dnešní podoba vznikla při rekonstrukci po 2. světové válce.